# Dennis Tito
Dennis Anthony Tito (ur. 8 sierpnia 1940 w Nowym Jorku) – amerykański milioner, inżynier, przedsiębiorca. Pierwszy w historii kosmiczny turysta.
W 1962 roku uzyskał licencjat z astronautyki i aeronautyki na New York University. W 1964 roku ukończył Rensselaer Polytechnic Institute z tytułem magistra inżyniera. Początkowo pracował jako naukowiec w ośrodku NASA – Jet Propulsion Laboratory. W 1972 roku założył firmę Wilshire Associates zajmującą się zarządzaniem inwestycjami. Dzięki tej firmie został milionerem.
W 2001 roku Tito spędził 7 dni, 22 godziny i 4 minuty na orbicie. Za swoją trwającą od 28 kwietnia do 6 maja podróż na Międzynarodową Stację Kosmiczną zapłacił Rosjanom 20 milionów dolarów. Wcześniej próbował w NASA. Ta nie zgodziła się, argumentując, iż sprzęt kosmiczny jest zbyt cenny, aby miał z nim kontakt ktoś niewykwalifikowany.
Stowarzyszenie Uczestników Lotów Kosmicznych (Association of Space Explorers) przyznało mu Universal Astronaut Insignia za lot orbitalny (nr 403).